# Dr. Dolittle 2
Dr. Dolittle 2 é um filme de comédia e fantasia estadunidense de 2001, sequência do filme Dr. Dolittle (1998). Foi escrito por Larry Levin, um dos coautores do filme anterior, e dirigido por Steve Carr. O filme é estrelado por Eddie Murphy no papel-título, além de Kristen Wilson, Jeffrey Jones e Kevin Pollak.
O filme segue Dolittle tentando ajudar os animais a proteger sua floresta de empresários humanos inescrupulosos. Ele decide povoar a floresta com uma espécie animal que a lei protege, e pede a ajuda de Ava (dublada por Lisa Kudrow), uma solitária ursa do Pacífico Ocidental que vive na floresta condenada. Para lhe dar um companheiro, Dolittle recorre a Archie (dublado por Steve Zahn), um urso circense brincalhão e imaturo.
Este é o último filme da franquia a apresentar Eddie Murphy no papel principal, antes de Kyla Pratt assumir o papel principal em filmes futuros, começando com Dr. Dolittle 3 (2006). É também o último filme do Dr. Dolittle a apresentar Raven-Symoné como Charisse Dolittle.

## Enredo
John Dolittle (Eddie Murphy), o médico que tem o dom de falar com os animais é agora uma personalidade famosa e muito conhecida. Ao receber um novo chamado, o Dr. Dolittle parte para a floresta juntamente com sua família e seu cão Lucky, a fim de evitar a extinção do local por uma indústria de madeireiros, comandada por Joe Potter (Jeffrey Jones) e seu advogado Riley (Kevin Pollak). Mas para salvar o lugar e seus moradores selvagens, precisa arrumar um companheiro para a ursa local, e o escolhido é Archie (voz de Steve Zahn) um urso de circo trapalhão, desajeitado e hipocondríaco. Ao mesmo tempo em que tenta ajudar Archie a se aproximar da amada e a se socializar na floresta, Dr. Dolittle ainda tem que lidar com a fase adolescente da filha Charisse (Raven-Symone) com quem vem tendo algumas brigas e com o novo namorado dela.

## Elenco
- Eddie Murphy como Dr. John Dolittle
- Kristen Wilson como Lisa Dolittle
- Raven-Symoné como Charisse Dolittle
- Kyla Pratt como Maya Dolittle
- Lil' Zane como Eric "Big Mac"
- Jeffrey Jones como Joe Potter
- Kevin Pollak como Jack Riley
- Steve Irwin como ele mesmo
- James Avery como Eldon
- Elayn J. Taylor como Esposa de Eldon
- Andy Richter como Eugene Wilson
- Victor Raider-Wexier como juiz B. Duff
- Ken Hudson Campbell como oficial do controle de animais
- Mark Griffin como madeireiro
- Lawrence Pressman como Governador da Califórnia (não creditado)

Vozes
| Voz                                                        | Personagem                     | Animal                                 |
| ---------------------------------------------------------- | ------------------------------ | -------------------------------------- |
| Steve Zahn                                                 | Archie                         | Urso do Pacífico Oeste (raça fictícia) |
| Norm Macdonald                                             | Lucky Dolittle                 | Vira-lata                              |
| Lisa Kudrow                                                | Ava                            | Ursa do Pacífico Oeste                 |
| Mike Epps                                                  | Sonny                          | Urso-de-kodiak                         |
| Jacob Vargas                                               | Pepito                         | Camaleão                               |
| Richard C. Sarafian                                        | Castor                         | Castor                                 |
| Michael Rapaport                                           | Joey                           | Guaxinim                               |
| Phil Proctor                                               | Macaco bêbado                  | Macaco capuchinho                      |
| Isaac Hayes                                                | Possum                         | Opossum                                |
| Andy Dick                                                  | Lennie                         | Furão                                  |
| John Witherspoon                                           | Velho urso na reabilitação     | Urso                                   |
| Cedric the Entertainer                                     | Jovem urso na reabilitação     | Urso                                   |
| Jamie Kennedy David Cross Bob Odenkirk                     | Cachorros do grupo de apoio    | Várias raças                           |
| David DeLuise Hal Sparks                                   | Cardume                        | Peixes                                 |
| Reni Santoni                                               | Rato 1                         | Rato                                   |
| John Leguizamo                                             | Rato 2 (não creditado)         | Rato                                   |
| Arnold Schwarzenegger                                      | Lobo-do-ártico (não creditado) | Lobo                                   |
| Kevin Pollak                                               | Crocodilo                      | Crocodilo                              |
| Georgia Engel                                              | Girafa                         | Girafa                                 |
| Joey Lauren Adams                                          | Esquilo                        | Esquilo                                |
| Mandy Moore                                                | Filhote de ursa                | Ursa do Pacífico Oeste                 |
| Frankie Muniz                                              | Filhote de urso                | Urso do Pacífico Oeste                 |
| Michael McKean David L. Lander                             | Pássaros                       | Pássaros                               |
| Tom Kenny                                                  | Tartaruga macho                | Tartaruga                              |
| Renée Taylor                                               | Tartaruga fêmea                | Tartaruga                              |
| Keone Young Clyde Kusatsu                                  | Abelhas                        | Abelhas                                |
| Tara Mercurio                                              | Cervo                          | Cervo                                  |
| John DiMaggio                                              | Cão-guia                       | Cachorro                               |
| Jamie Kennedy David Cross Ken Hudson Campbell Bob Odenkirk | Animais da floresta            | Várias raças diferentes                |

## Recepção
Dr Dolittle 2 recebeu críticas mistas. Rotten Tomatoes dá ao filme uma pontuação crítico de 43%.

### Bilheteria
Em sua semana de estreia, o filme arrecadou 25 037 039  dólares em 3 049 cinemas dos Estados Unidos e Canadá, o ranking # 2 na bilheteria, atrás de Velozes e furiosos . Como o primeiro filme, foi a melhor estreia de um filme Fox naquela semana. Até o final de sua corrida, Dr. Dolittle 2 tinha arrecadou 112 952 899 dólares no mercado interno e internacionalmente 63 151 445 dólares, totalizando 176 104 344 dólares em todo o mundo.

## Trilha sonora
A trilha sonora contendo hip hop e R & B música foi lançado em 5 de junho de 2001 por J Records. Ele alcançou a posição 76 na Billboard 200, 26 no Top R & B / Hip-Hop Albums, e 10 no Top Soundtracks.

### Faixas
1. "Cluck Cluck" – 3:59 (Product G&B e Wyclef Jean)
2. "Do U Wanna Roll (Dolittle Theme)" – 4:33 (RL, Lil' Kim e Snoop Dogg)
3. "Tameeka" – 3:42 (Fabolous e Mario)
4. "Absolutely Not" – 3:35 (Deborah Cox)
5. "We Fit Together" – 3:58 (O-Town)
6. "Two Steps" – 4:17 (Jimmy Cozier)
7. "What It Is, Pt. 2" – 4:20 (Flipmode Squad, Busta Rhymes e Kelis)
8. "Rear View Mirror" – 4:05 (Alicia Keys)
9. "If I Was the One" – 4:21 (Luther Vandross)
10. "Makin' Me Feel" – 4:07 (Angie Stone)
11. "Life Is Good" – 4:05 (LFO e M.O.P.)
12. "Lookin' for Love" – 3:35 (Next e Lil' Zane)
13. "If I Knew" – 4:27 (Medeiros)